# Cheranallur
Cheranallur é uma vila no distrito de Ernakulam, no estado indiano de Kerala.

## Demografia
Segundo o censo de 2001, Cheranallur tinha uma população de 26 330 habitantes. Os indivíduos do sexo masculino constituem 50% da população e os do sexo feminino 50%. Cheranallur tem uma taxa de literacia de 85%, superior à média nacional de 59,5%; a literacia no sexo masculino é de 87% e no sexo feminino é de 84%. 11% da população está abaixo dos 6 anos de idade.